# Liste der Stolpersteine in Cochem
Die Liste der Stolpersteine in Cochem enthält die Stolpersteine, die im Rahmen des gleichnamigen Kunst-Projekts von Gunter Demnig in Cochem verlegt wurden. Mit ihnen soll an die Opfer des Nationalsozialismus erinnert werden, die in Cochem lebten und wirkten.

## Liste der Stolpersteine
| Name           | Adresse             | Bild | Inschrift | Verlegedatum  | Anmerkung |
| -------------- | ------------------- | ---- | --- | ------------- | --------- |
| Leopold Hein   | Endertstraße 1 ·    |      | Hier wohnte Leopold Hein Jg. 1867 Flucht 1939 Holland interniert Westerbork deportiert 1944 Auschwitz ermordet 11.2.1944                 | 23. Juni 2016 |           |
| Johanna Hein   | Endertstraße 1 ·    |      | Hier wohnte Johanna Hein geb. Haas Jg. 1866 Flucht 1939 Holland interniert Westerbork deportiert 1944 Auschwitz ermordet 11.2.1944       | 23. Juni 2016 |           |
| Josefine Hein  | Endertstraße 1 ·    |      | Hier wohnte Josefine Hein verh. de Leeuw Jg. 1875 Umzug/Heirat Holland interniert Westerbork deportiert 1943 Auschwitz ermordet 1.2.1943 | 23. Juni 2016 |           |
| Adelheid Hein  | Bernstraße 24 ·     |      | Hier wohnte und arbeitete Adelheid Hein Jg. 1860 Flucht 1933 Holland interniert Westerbork deportiert 1943 Auschwitz ermordet 1.2.1943   | 23. Juni 2016 |           |
| Pinkas Götzoff | Oberbachstraße 49 · |      | Hier wohnte Pinkas Götzoff Jg. 1897 'Schutzhaft’ 1938 Dachau Flucht 1939 Palästina                                                       | 23. Juni 2016 |           |
| Rosa Götzoff   | Oberbachstraße 49 · |      | Hier wohnte Rosa Götzoff geb. Gurfinkel Jg. 1891 deportiert 1941 Łodz/Litzmannstadt 1944 Chelmno/Kulmhof ermordet 25.?.1944              | 23. Juni 2016 |           |
| Arko Götzoff   | Oberbachstraße 49 · |      | Hier wohnte Arko Götzoff Jg. 1923 Flucht 1939 Palästina                                                                                  | 23. Juni 2016 |           |
| Senta Götzoff  | Oberbachstraße 49 · |      | Hier wohnte Senta Götzoff Jg. 1929 deportiert 1941 Łodz/Litzmannstadt 1944 Chelmno/Kulmhof ermordet 25.?.1944                            | 23. Juni 2016 |           |